# Gustav Stürtz
Gustav Stürtz (* 4. April 1915 in Frankfurt am Main; † 23. Dezember 1992 in Hofheim am Taunus) war ein hessischer Politiker (NPD) und Abgeordneter des Hessischen Landtags.

## Biografie
Gustav Stürtz besuchte 1921 bis 1925 die Volksschule und 1925 bis 1931 die Mittelschule. Anschließend war er 1932 bis 1938 Lehrling und Versicherungsangestellter in Frankfurt am Main. Seit 1. Dezember 1934 war er Mitglied der NSDAP (Mitgliedsnummer 3.185.194). 1938 leistete er Reichsarbeitsdienst und 1939 bis 1945 Kriegsdienst, zuletzt als Unteroffizier. 1945 bis 1948 war er in sowjetischer Kriegsgefangenschaft. Seit 1948 arbeitete er wieder als Versicherungsangestellter in Frankfurt am Main.
Gustav Stürtz war 1953 bis 1964 Mitglied der DRP und seit 1965 Mitglied der Nationaldemokratischen Partei Deutschlands (NPD), in der er Landesschatzmeister des Landesverbandes Hessen war. Vom 1. Dezember 1966 bis zum 30. November 1970 gehörte er dem Hessischen Landtag an. 1969 war er Mitglied der 5. Bundesversammlung.